# Östra divisionen

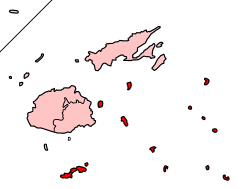
Karta över Fiji med Östra divisionen markerad.

Östra divisionen är en av Fijis fyra divisioner. Den består av tre provinser, Kadavu, Lau och Lomaiviti.
Divisionens huvudstad är Levuka, som ligger på ön Ovalau. Divisionen är ytmässigt den största om man räknar med havsyta, men den minsta om man bara räknar landyta. Den har sjögränser med Centrala divisionen, Norra divisionen och Västra divisionen